# Юношеская библиотека

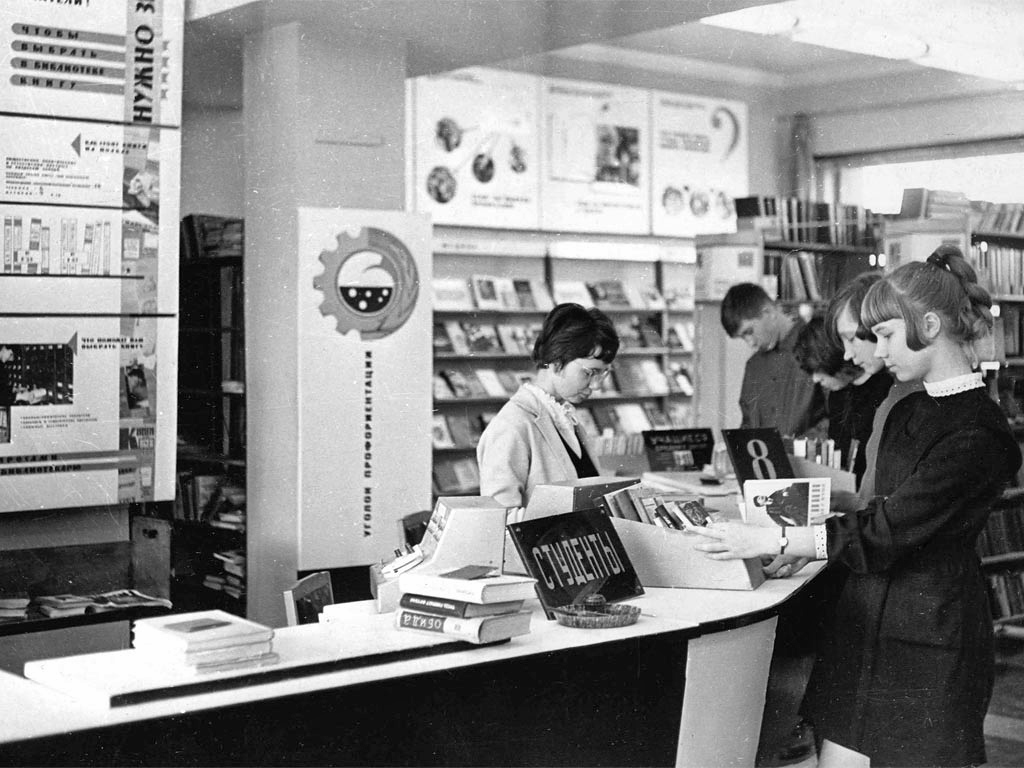
Читатели Государственной республиканской юношеской библиотеки РСФСР, конец 1970-х годов

Юношеская библиотека — специализированная библиотека, предназначенная для оказания библиотечных услуг подросткам и юношеству 14—20 лет, а также всем заинтересованным проблемами молодёжи.
Согласно Руководству по библиотечному обслуживанию юношества ИФЛА, «миссия библиотеки, придающей значение обслуживанию юношества, состоит в том, чтобы помочь личности успешно перейти от детства к взрослости, создавая как доступ к ресурсам, так и среду, отвечающую специфическим потребностям юношества для интеллектуального, эмоционального и социального развития».

## История
Самостоятельная сеть юношеских библиотек в СССР возникла в 1960-е гг.. Цель создания юношеских библиотек в то время заключалась в содействии формированию гармонически развитой личности, воспитании молодого строителя коммунизма. Кроме того, в связи с тем, что в конце 1960-х годов доля молодёжи среди читателей впервые уменьшилась, юношеские библиотеки должны были повысить читательский интерес у этой возрастной группы. 11 октября 1966 года на основании решения Министерства культуры РСФСР и ЦК ВЛКСМ в Москве открылась Государственная республиканская юношеская библиотека РСФСР. Всего в РСФСР в начале 1970-х годов насчитывалось 25 самостоятельных юношеских библиотек.
В результате кардинальных изменений в общественной жизни в 1990-х годах происходит смена ориентиров в деятельности юношеских библиотек с идеологической направленности на помощь социальной адаптации молодёжи. По состоянию на 2003 год в России действовали 54 юношеские и детско-юношеские библиотеки республиканского, областного (краевого) значения во главе с Российской государственной юношеской библиотекой (с 2009 года — Российская государственная библиотека для молодёжи). Помимо специализированных библиотек субъектов Российской Федерации, работало более 18 тысяч юношеских подразделений в централизованных библиотечных системах. В числе действующих российских библиотек выделяются такие юношеские библиотеки, как Республиканская юношеская библиотека Татарстана, Новосибирская и Самарская областные юношеские библиотеки, Краснодарская краевая юношеская библиотека имени И. Ф. Вараввы и др. В Мюнхене, в Германии функционирует крупнейшая  Международная молодежная библиотека.